# Tasaguín
Tasaguín (en rifeño: Tazaɣin, ⵜⴰⵣⴰⵖⵉⵏ; en árabe: تازاغين‎, , en francés: Tazaghine) es una comuna rural marroquí de la provincia de Driuch, en la región Oriental. Desde 1912 hasta 1956 perteneció a la zona norte del Protectorado español de Marruecos.